# Campo di Giove
Campo di Giove är en ort och kommun i provinsen L'Aquila i regionen Abruzzo i Italien. Kommunen hade 793 invånare (2018).